# Kawasaki Ninja ZX-2R
La Kawasaki Ninja ZX2R o ZXR 250 è una motocicletta prodotta dalla casa giapponese Kawasaki, proposta per la prima volta nel 1989 fino al 1997 per il solo mercato giapponese; di questa moto venne prodotta anche una versione per le gare SP e venne rinominata come ZXR 250R.
Benché il nome "Ninja" sia stato applicato su molti modelli, non è da confondere con la Ninja 250R, che ha subìto un'evoluzione diversa essendo discendente diretta dalla ZZR 250 e non della ZXR 250. Tale differenza è riscontrabile nel motore a quattro cilindri in linea per la ZXR 250 e bicilindrico parallelo per la ZZR250.

## La moto
La moto è una supersportiva carenata prodotta in più serie. Come tratto in comune su tutti i modelli prodotti si ha in modo analogo agli altri modelli di quei anni le prese aria di alimentazione sul cupolino, vicino agli specchietti, con i condotti che oltrepassano il serbatoio e arrivano alla scatola aria.
Altri elementi che non cambieranno durante la produzione sono l'impianto frenante anteriore e lo scarico, il quale sarà maggiorato solo per la versione SP, inoltre anche l'albero motore rimane lo stesso, del tipo piatto con manovelle a 180°.
La prima serie che va dal '89 al '90 è caratterizzata per il doppio faro anteriore del tipo tondo, cerchioni a 5 razze dritte, una carenatura anteriormente molto arrotondata, che termina con un codino relativamente squadrato, la carena laterale ha lo sfogo d'aria per i radiatori ed una piccola presa d'aria NACA, il codino lascia una piccola fessura con la trave del telaio, il motore ha il limitatore giri è a 19000 giri/minuto.
Per la seconda serie si ha un telaio e forcellone leggermente rivisti nella forma e per alcuni dettagli, ma invariati per dimensioni e struttura, nuova forcella, una pinza freno posteriore del tipo flottante monopistoncino ed una nuova protezione più avvolgente per la pompa freno, una nuova carenatura più avvolgente (codino e serbatoio non lasciano più l'intercapedine originaria) e con prese e sfoghi d'aria rivisti (due nuove prese sulle carene laterali ed uno sfogo sul codino vicino al telaio), nuovo faro anteriore, ora singolo e simil-trapezoidale, nuovi cerchioni a 3 razze ad "Y".
Dal '93 vennero introdotte limitazioni di potenza (39 HP corrispondenti a 29,08 kW) e velocità (180 km/h) per rispettare le limitazioni del mercato cinese.
La versione SP verrà prodotta dal '90 al '93, a cavallo tra la prima e seconda versione, con i relativi aggiornamenti, differisce a livello di cambio sulle prime tre marce, scarico e alimentazione maggiorati, assenza di limitazioni di velocità e potenza e con una nuova centralina CDI.

## Caratteristiche tecniche
| Caratteristiche tecniche - Kawasaki Ninja ZX2R dal 1989-1990 [ZXR 250R] | Caratteristiche tecniche - Kawasaki Ninja ZX2R dal 1989-1990 [ZXR 250R] | Caratteristiche tecniche - Kawasaki Ninja ZX2R dal 1989-1990 [ZXR 250R] | Caratteristiche tecniche - Kawasaki Ninja ZX2R dal 1989-1990 [ZXR 250R] | Caratteristiche tecniche - Kawasaki Ninja ZX2R dal 1989-1990 [ZXR 250R] | Caratteristiche tecniche - Kawasaki Ninja ZX2R dal 1989-1990 [ZXR 250R] |
| ----------------------------------------------------------------------- | --- | --- | --- | --- | --- |
|                                                                         | | | | | |
| Dimensioni e pesi                                                       | | | | | |
| Ingombri (lungh.×largh.×alt.)                                           | 2000 × 685 × 1090 mm | 2000 × 685 × 1090 mm | 2000 × 685 × 1090 mm | 2000 × 685 × 1090 mm | 2000 × 685 × 1090 mm |
| Altezze                                                                 | Sella: 735 mm - Minima da terra: 141 mm | Sella: 735 mm - Minima da terra: 141 mm | Sella: 735 mm - Minima da terra: 141 mm | Sella: 735 mm - Minima da terra: 141 mm | Sella: 735 mm - Minima da terra: 141 mm |
| Interasse: 1360 mm                                                      | Interasse: 1360 mm | Massa a vuoto: 144 kg | Massa a vuoto: 144 kg | Serbatoio: 15 l | Serbatoio: 15 l |
| Meccanica                                                               | | | | | |
| Tipo motore: Quadricilindrico a 4 tempi                                 | Tipo motore: Quadricilindrico a 4 tempi | Tipo motore: Quadricilindrico a 4 tempi | Tipo motore: Quadricilindrico a 4 tempi | Raffreddamento: a liquido | Raffreddamento: a liquido |
| Cilindrata                                                              | 249 cm³ (Alesaggio 49 × Corsa 33,1 mm) | 249 cm³ (Alesaggio 49 × Corsa 33,1 mm) | 249 cm³ (Alesaggio 49 × Corsa 33,1 mm) | 249 cm³ (Alesaggio 49 × Corsa 33,1 mm) | 249 cm³ (Alesaggio 49 × Corsa 33,1 mm) |
| Distribuzione: DOHC 4 valvole per cilindro                              | Distribuzione: DOHC 4 valvole per cilindro | Distribuzione: DOHC 4 valvole per cilindro | Alimentazione: 4 carburatori Keihin CVKD 30 [Keihin CVKD 32] | Alimentazione: 4 carburatori Keihin CVKD 30 [Keihin CVKD 32] | Alimentazione: 4 carburatori Keihin CVKD 30 [Keihin CVKD 32] |
| Potenza: 45 HP (32,8 kW) a 15000 giri/minuto                            | Potenza: 45 HP (32,8 kW) a 15000 giri/minuto | Coppia: 2,6 kgm (24,5 Nm) a 11500 giri/minuto | Coppia: 2,6 kgm (24,5 Nm) a 11500 giri/minuto | Rapporto di compressione: 12,2:1 | Rapporto di compressione: 12,2:1 |
| Frizione: multidisco in bagno d'olio, manuale                           | Frizione: multidisco in bagno d'olio, manuale | Frizione: multidisco in bagno d'olio, manuale | Cambio: sequenziale a 6 marce (sempre in presa) 1° ?/? (2,800) 2° ?/? (1,708) 3° ?/? (1,400) 4° ?/? (1,100) 5° ?/? (1,000) 6° ?/? (0,902) [1° ?/? (2,700) 2° ?/? (1,797) 3° ?/? (1,380) 4° ?/? (1,100) 5° ?/? (1,000) 6° ?/? (0,902)] | Cambio: sequenziale a 6 marce (sempre in presa) 1° ?/? (2,800) 2° ?/? (1,708) 3° ?/? (1,400) 4° ?/? (1,100) 5° ?/? (1,000) 6° ?/? (0,902) [1° ?/? (2,700) 2° ?/? (1,797) 3° ?/? (1,380) 4° ?/? (1,100) 5° ?/? (1,000) 6° ?/? (0,902)] | Cambio: sequenziale a 6 marce (sempre in presa) 1° ?/? (2,800) 2° ?/? (1,708) 3° ?/? (1,400) 4° ?/? (1,100) 5° ?/? (1,000) 6° ?/? (0,902) [1° ?/? (2,700) 2° ?/? (1,797) 3° ?/? (1,380) 4° ?/? (1,100) 5° ?/? (1,000) 6° ?/? (0,902)] |
| Accensione                                                              | elettronica TCBI | elettronica TCBI | elettronica TCBI | elettronica TCBI | elettronica TCBI |
| Trasmissione                                                            | primaria a ingranaggi 24/78 (3,25) secondaria a catena 14/48 (3,428) | primaria a ingranaggi 24/78 (3,25) secondaria a catena 14/48 (3,428) | primaria a ingranaggi 24/78 (3,25) secondaria a catena 14/48 (3,428) | primaria a ingranaggi 24/78 (3,25) secondaria a catena 14/48 (3,428) | primaria a ingranaggi 24/78 (3,25) secondaria a catena 14/48 (3,428) |
| Avviamento                                                              | elettrico | elettrico | elettrico | elettrico | elettrico |
| Ciclistica                                                              | | | | | |
| Telaio                                                                  | perimetrale pressofuso in alluminio | perimetrale pressofuso in alluminio | perimetrale pressofuso in alluminio | perimetrale pressofuso in alluminio | perimetrale pressofuso in alluminio |
| Sospensioni                                                             | Anteriore: Forcella telescopica rovesciata / Posteriore: monocross uni-trak | Anteriore: Forcella telescopica rovesciata / Posteriore: monocross uni-trak | Anteriore: Forcella telescopica rovesciata / Posteriore: monocross uni-trak | Anteriore: Forcella telescopica rovesciata / Posteriore: monocross uni-trak | Anteriore: Forcella telescopica rovesciata / Posteriore: monocross uni-trak |
| Freni                                                                   | Anteriore: doppio freno a disco con pinze freno flottanti a doppio pistoncino / Posteriore: disco singolo con pinza freno flottante a doppio pistoncino a diametro differenziato | Anteriore: doppio freno a disco con pinze freno flottanti a doppio pistoncino / Posteriore: disco singolo con pinza freno flottante a doppio pistoncino a diametro differenziato | Anteriore: doppio freno a disco con pinze freno flottanti a doppio pistoncino / Posteriore: disco singolo con pinza freno flottante a doppio pistoncino a diametro differenziato                                                      | Anteriore: doppio freno a disco con pinze freno flottanti a doppio pistoncino / Posteriore: disco singolo con pinza freno flottante a doppio pistoncino a diametro differenziato                                                      | Anteriore: doppio freno a disco con pinze freno flottanti a doppio pistoncino / Posteriore: disco singolo con pinza freno flottante a doppio pistoncino a diametro differenziato                                                      |
| Pneumatici                                                              | anteriore da 110/70 R 17 54H; posteriore da 140/60 R 18 64H | anteriore da 110/70 R 17 54H; posteriore da 140/60 R 18 64H | anteriore da 110/70 R 17 54H; posteriore da 140/60 R 18 64H | anteriore da 110/70 R 17 54H; posteriore da 140/60 R 18 64H | anteriore da 110/70 R 17 54H; posteriore da 140/60 R 18 64H |
| Prestazioni dichiarate                                                  | | | | | |
| Velocità massima                                                        | 185 a 18000 giri/minuto km/h | 185 a 18000 giri/minuto km/h | 185 a 18000 giri/minuto km/h | 185 a 18000 giri/minuto km/h | 185 a 18000 giri/minuto km/h |
| Fonte dei dati:                                                         | | | | | |